# Lotto-Adecco/2001
Deze pagina geeft een overzicht van de Lotto-Adecco wielerploeg in  2001.

## Algemene gegevens
Sponsors: Belgische Nationale Loterij, Adecco (uitzendbureau)
Algemeen manager: Christophe Sercu
Ploegleiders: Jef Braeckevelt, Claude Criquielion, Hugo De Dier, Walter Planckaert
Fietsmerk: GT

## Renners
| Naam                         | Geboortedatum | Nationaliteit | Ploeg 2000                             |
| ---------------------------- | ------------- | ------------- | -------------------------------------- |
| Mario Aerts                  | 31-12-1974    | België        |                                        |
| Serge Baguet                 | 18-08-1969    | België        |                                        |
| Jeroen Blijlevens            | 19-12-1971    | Nederland     | Polti                                  |
| Tayeb Braikia                | 08-03-1974    | Denemarken    | Linda McCartney Racing Team            |
| Christophe Brandt            | 06-05-1977    | België        | Saeco Macchine per Caffé-Valli & Valli |
| Glenn D'Hollander            | 28-12-1974    | België        |                                        |
| Hans De Clercq               | 03-03-1969    | België        | Palmans-Ideal                          |
| Fabien De Waele              | 19-07-1975    | België        |                                        |
| Niko Eeckhout                | 16-12-1970    | België        | Palmans-Ideal                          |
| Gorik Gardeyn                | 17-03-1980    | België        |                                        |
| Thierry Marichal             | 13-06-1973    | België        |                                        |
| Gennadi Michajlov            | 08-02-1974    | Rusland       | Farm Frites                            |
| Roel Paulissen               | 27-04-1976    | België        | Rainer-Wurz-Sud Tirol                  |
| Andrei Tchmil                | 22-01-1963    | België        |                                        |
| Kurt Van De Wouwer           | 24-09-1971    | België        |                                        |
| Hendrik Van Dyck             | 05-02-1974    | België        | Palmans-Ideal                          |
| Fulco van Gulik              | 01-08-1979    | Nederland     | Neoprof                                |
| Paul Van Hyfte               | 19-01-1972    | België        |                                        |
| Kurt Van Lancker             | 20-09-1971    | België        |                                        |
| Wesley Van Speybroeck        | 18-05-1978    | België        |                                        |
| Ief Verbrugghe               | 25-07-1975    | België        |                                        |
| Rik Verbrugghe               | 23-07-1974    | België        |                                        |
| Stive Vermaut                | 22-10-1975    | België        | US Postal Service                      |
| Stagiairs                    |               |               |                                        |
| Frédéric Amorison (stagiair) | 16-02-1978    | België        |                                        |
| Wim Van Huffel (stagiair)    | 28-05-1979    | België        |                                        |
| Kevin Van Impe (stagiair)    | 19-04-1981    | België        |                                        |

## Belangrijke overwinningen
| Ster van Bessèges 1e etappe: Niko Eeckhout Eindklassement: Niko Eeckhout Classic Haribo Hans De Clercq Parijs-Nice 1e etappe: Fabien De Waele Internationaal Wegcriterium 1e etappe: Rik Verbrugghe 3e etappe: Rik Verbrugghe Eindklassement: Rik Verbrugghe Driedaagse van De Panne 2e etappe: Hans De Clercq Ronde van Italië Proloog: Rik Verbrugghe Critérium du Dauphiné Libéré 1e etappe: Fabien De Waele Uniqa Classic 1e etappe: Glenn D'Hollander Ronde van Frankrijk 15e etappe: Rik Verbrugghe 17e etappe: Serge Baguet Ronde van het Waalse Gewest 3e etappe: Glenn D'Hollander Eindklassement: Glenn D'Hollander E3 Harelbeke Andrei Tchmil Schaal Sels Paul Van Hyfte | Profronde van Maastricht Rik Verbrugghe Ronde van Denemarken 2e etappe: Niko Eeckhout 4e etappe: Gorik Gardeyn Druivenkoers Overijse Serge Baguet GP Jef Scherens Niko Eeckhout Ronde van Midden-Zeeland Niko Eeckhout Circuit Franco-Belge 3e etappe: Niko Eeckhout Parijs-Corrèze 2e etappe: Wesley Van Speybroeck GP Beghelli Andrei Tchmil Ronde van Lucca Eindklassement: Mario Aerts Nationale Sluitingsprijs Wesley Van Speybroeck Dwars door Vlaanderen Nico Eeckhout Waalse Pijl Rik Verbrugghe Memorial Rik Van Steenbergen Nico Eeckhout Kampioenschap van Vlaanderen Paul Van Hyfte |

1985 · 1986 · 1987 · 1988 · 1989 · 1990 · 1991 · 1992 · 1993 · 1994 · 1995 · 1996 · 1997 · 1998 · 1999 · 2000 · 2001 · 2002 · 2003 · 2004 · 2005 · 2006 · 2007 · 2008 · 2009 · 2010 · 2011 · 2012 · 2013 · 2014 · 2015 · 2016 · 2017 · 2018 · 2019 · 2020 · 2021 · 2022 · 2023 · 2024 · 2025